# Splývání horizontů
Splývání horizontů je koncept Hanse Georga Gadamera, který se tímto pokoušel rozetnout problém hermeneutického kruhu. Zatímco v hermeneutickém kruhu dochází k paradoxu, kdy čtenář, či interpret neustále putuje bludným kruhem, kdy pro porozumění části díla musí znát dílo celé a naopak, Gadamer tvrdil, že klíčem k pozorumění je vytvoření jakési "unikátní perspektivy", kdy interpret zjistí tolik náhledů na dílo, kterým se zabývá, že horizont poznání jeho i autora "splynou" a vytvoří tak zcela novou perspektivu. Tímto konceptem se Gadamer postavil proti zakladatelům moderní hermeneutiky, především proti Friedrichu Schleiermacherovi a Wilhelmu Diltheyovi.
Tento koncept lze uplatnit i na komunikační situaci mezi dvěma účastníky; jak jeden, tak druhý přicházejí s vlastními předsudky; s vlastním předporozuměním. Pokud jsou oba otevřeni a poznají předsudky toho druhého, dochází k vytvoření jejich perspektivy společné a jejich horizonty porozumění splynou do jednoho. Předsudky každého člověka dle Hanse Georga Gadamera není možné odstranit, a ani to nepovažoval za žádoucí, čímž se odlišoval od řady svých předchůdců.